# Toyoshima Yusaku
Toyoshima Yusaku (豊嶋 邑作 Toyoshima Yūsaku, sinh ngày 6 tháng 7 năm 1991, ở Tsukubamirai, Ibaraki) là một cầu thủ bóng đá người Nhật Bản thi đấu cho Tochigi Uva FC.

## Sự nghiệp
Toyoshima thi đấu ở học viện Kashiwa Reysol từ năm 2002 đến năm 2009. Trong khoảng thời gian đó, anh là một phần của đội tuyển U-14 và U-15 quốc gia. Vào tháng 8 năm 2010, lúc 20 tuổi, anh gia nhập C.S. Visé thi đấu ở Giải bóng đá hạng nhì quốc gia Bỉ 2011–12. Tiếp theo, anh thi đấu với FC Zaria Bălți ở Giải bóng đá vô địch quốc gia Moldova 2012–13, sau đó anh gia nhập FC Jūrmala thi đấu ở Giải bóng đá vô địch quốc gia Latvia 2013. Trong kỳ nghỉ đông mùa giải 2013–14 anh gia nhập đội bóng Montenegro FK Lovćen, tuy nhiên anh không được ra sân ở Montenegrin First League 2013–14. Mùa giải tiếp theo, Toyoshima được cho mượn đến FK Berane thi đấu với họ ở Montenegrin First League 2014–15.

## Thống kê câu lạc bộ
Cập nhật đến ngày 23 tháng 2 năm 2017.
| Thành tích câu lạc bộ | Thành tích câu lạc bộ | Thành tích câu lạc bộ | Giải vô địch | Giải vô địch | Cúp                   | Cúp                   | Tổng cộng | Tổng cộng |
| Mùa giải              | Câu lạc bộ            | Giải vô địch          | Số trận      | Bàn thắng    | Số trận               | Bàn thắng             | Số trận   | Bàn thắng |
| Nhật Bản              | Nhật Bản              | Nhật Bản              | Giải vô địch | Giải vô địch | Cúp Hoàng đế Nhật Bản | Cúp Hoàng đế Nhật Bản | Tổng cộng | Tổng cộng |
| --------------------- | --------------------- | --------------------- | ------------ | ------------ | --------------------- | --------------------- | --------- | --------- |
| 2015                  | Grulla Morioka        | J3 League             | 1            | 0            | 0                     | 0                     | 1         | 0         |
| 2016                  | Grulla Morioka        | J3 League             | 0            | 0            | 0                     | 0                     | 0         | 0         |
| Tổng cộng sự nghiệp   | Tổng cộng sự nghiệp   | Tổng cộng sự nghiệp   | 1            | 0            | 0                     | 0                     | 1         | 0         |